# Xian de Tai'an
Pour les articles homonymes, voir Tai'an (homonymie).
Le xian de Tai'an (台安县 ; pinyin : Tái'ān Xiàn) est un district administratif de la province du Liaoning en Chine. Il est placé sous la juridiction de la ville-préfecture d'Anshan.

## Démographie
La population du district était de 365 827 habitants en 1999.